# 提斯霍諾利 (亞利桑那州)
提斯霍諾利（英語：Tiis Holoni）是位於美國亞利桑那州可可尼諾縣的一個非建制地區。該地的面積和人口皆未知。

## 地理
提斯霍諾利的座標為35°33′54″N 111°03′15″W / 35.56500°N 111.05417°W，而該地的平均海拔高度為1447米（即4747英尺）。